# Megasema sublima
Megasema sublima là một loài bướm đêm trong họ Noctuidae.